# Сметанін Андрій Володимирович
Андрі́й Володи́мирович Смета́нін (4 березня 1981, м. Авдіївка, Донецька область, Українська РСР — 3 липня 2017, смт Луганське, Бахмутський район, Донецька область, Україна) — старший сержант Збройних сил України, учасник російсько-української війни.

## Біографія
Народився 1981 року в місті Авдіївка на Донеччині. З 1987 року навчався в авдіївській середній школі № 7, згодом мешкав у селі Різдвянка, в Новомиколаївському районі Запорізької області, де 1998 року закінчив сільську загальноосвітню школу.
У 1998—1999 роках працював у КСП «8 Березня», с. Різдвянка. У 1999—2000 проходив строкову військову службу в 1129-му зенітно-ракетному полку, в/ч А1232, м. Біла Церква.
Під час російської збройної агресії проти України в серпні 2016 року вступив на військову службу за контрактом.
Старший сержант, старший стрілець 3-го мотопіхотного відділення 3-го мотопіхотного взводу 3-ї мотопіхотної роти 43-го окремого мотопіхотного батальйону «Патріот» 53-ї окремої механізованої бригади, військова частина А2026, м. Сєвєродонецьк.
3 липня 2017 року близько 13:30 загинув від смертельного кульового поранення під час бою на «Світлодарській дузі», внаслідок обстрілу взводного опорного пункту поблизу смт Луганське.
Похований 5 липня на кладовищі с. Різдвянка.
Залишились мати, дружина та донька.

## Нагороди та відзнаки
- Указом Президента України від 11 жовтня 2017 року № 318/2017, за особисту мужність і самовіддані дії, виявлені у захисті державного суверенітету та територіальної цілісності України, зразкове виконання військового обов'язку, нагороджений орденом «За мужність» III ступеня (посмертно)[3].
- Розпорядженням голови Запорізької обласної ради від 21 вересня 2017 року № 350-н, за особисту мужність та героїзм, проявлені у захисті державного суверенітету та територіальної цілісності України, вірність військовій присязі, нагороджений орденом «За заслуги перед Запорізьким краєм» ІІІ ступеня (посмертно)[4].